# Medetera nublians
Medetera nublians är en tvåvingeart som beskrevs av Negrobov 1991. Medetera nublians ingår i släktet Medetera och familjen styltflugor.
Artens utbredningsområde är Vietnam. Inga underarter finns listade i Catalogue of Life.